# Pierre Laurent (militant breton)
Pour les articles homonymes, voir Pierre Laurent et Laurent.
Pierre Laurent, en breton Pêr Laorañs (12 février 1904, Brest - 17 novembre 2002), est un militant politique, culturel et écologique breton.

## Biographie
Son père, médecin de marine, psychiatre avant la lettre, doit embarquer pour l’Extrême-Orient quinze jours avant sa naissance et reviendra près de deux ans plus tard mourir à l’hôpital de Marseille. Cette absence marque fortement sa vie. Il est élevé dans un milieu militaire et petit bourgeois, proche de l’Action Française. Son origine bretonne il la découvre en lisant, dans la bibliothèque de l'école Sainte-Geneviève, où il se prépare à entrer à l'École polytechnique (1922), le livre "Bretagne et Vendée" de Pitre-Chevalier. Il n'a de cesse dès lors, d'approfondir cette découverte. Il s'attache à apprendre le breton avec son « cocon » Jean Charles, au côté de Roparz Hemon à Paris.
De retour des États-Unis en 1929, il reprend contact avec le mouvement breton et participe, en 1931 aux congrès Breiz Atao de Guingamp et de Landerneau qui vont générer le Parti National Breton. Il fait alors partie des militants modérés. La défense de la langue bretonne dans l'enseignement est un parti pris majeur de son action et il soutient Ar Brezoneg er Skol de Robert Audic et Yann Fouéré comme le mouvement Feiz ha Breiz, deux valeurs essentielles : la foi chrétienne et la Bretagne. Robert Audic restera toute sa vie un ami fraternel. Fin 1939, il quitte Belfort où il est ingénieur à l’usine Alsthom (mise au point des moteurs du Normandie) pour s’installer à Paris. Il est alors mobilisé au Laboratoire Central d’Armement. C’est à Paris et jusqu'en 1975, qu’il militera.
Son engagement lorsque la seconde guerre mondiale éclate, il l'examine à la lumière de l'oeuvre de Yann-Bêr Kalloc'h : Àr en Deulin. Il se définit alors comme un Breton francophile. Mais il connait aussi l'histoire de l'Irlande au XXe siècle : les événements vont ils permettre à la Bretagne d’accéder à plus d'autonomie, au peuple breton d'être "lui-même" ? Rejetant vigoureusement la dérive néopaïenne et pronazie d'une partie des dirigeants et militants nationalistes, il s’attache alors à consolider l’action culturelle et la réforme administrative en Bretagne. Au lendemain de la guerre, il intervient à la demande de la mère de Roparz Hemon, en profitant d’un voyage professionnel à Londres, auprès de journalistes et députés gallois pour qu’ils participent au procès de Rennes. De 1947 à 1956 il est président de Ker Vreiz, le foyer culturel des Bretons de Paris qu’il fréquente depuis 1940. C’est son point d’appui pour agir au côté du CÉLIB et participer à la création du Mouvement pour l’Organisation de la Bretagne en 1957, résurgence d’un mouvement politique spécifiquement breton après le traumatisme de la guerre. Dans le même temps, il élargit son activité à l’international, incluant les minorités dans le combat fédéraliste européen. Jusqu’en 1973 il est vice-président de l’Union fédéraliste des communautés ethniques en Europe.
Sa retraite professionnelle lui permet de s’investir totalement contre des projets d’aménagements énergétiques (Centrales nucléaires de Plogoff, Ploumoguer) et touristiques (Urbanisation de la presqu’ile de Kermorvan au Conquet). Élu président de l’Union régionale bretonne de l’environnement (URBE) il entre à ce titre au Comité économique et social régional. Il a participé à l’élaboration de la Charte culturelle et à la mise en place de l’Institut culturel de Bretagne. Il est décoré de l'ordre de l'Hermine en 1991 et y parrainera Herri Caouissin. Constatant avec douleur les querelles idéologiques et de personnes qui cisaillent perpétuellement le mouvement breton, il pense que l’action des « extrémistes » est nécessaire pour que celle des « modérés » puisse aboutir.
Au côté de son activité professionnelle, de son militantisme breton, il faut ajouter son engagement œcuménique  avec l’abbé Remillieux à Lyon et sa recherche métaphysique sur l’importance de l’Esprit dans la matière avec Pierre Teilhard de Chardin. 

## Publications
- La Bretagne contemporaine - contribution à l'étude de son évolution. Histoire economique et sociale 1989-1914. Ker Vreiz, Imprimerie Bahon-Rault L. , Rennes 1955. (Préface au livre  de Yann Poupinot)
- Panorama des Minorités Européennes . Quimper, Imprimerie Cornouaillaise, 1965.
- Nombreux articles en français et en breton dans diverses revues dont l’inventaire n’a pas été fait.

## Archives
- Un Fonds Pierre Laurent[2] a été déposé en 1999 à la Bibliothèque Yves-Le Gallo[3] du Centre de recherche bretonne et celtique (CRBC) de l'Université de Bretagne occidentale. Il comprend 56 cartons d’archives sur le mouvement breton, Plogoff, les minorités en Europe.  Son inventaire a été commencé.